# 盧茨·格拉夫·什未林·馮·克羅西克
約翰·路德維希·“盧茨”·格拉夫·什未林·馮·克羅西克（德語：Johann Ludwig „Lutz“ Graf Schwerin von Krosigk，1887年8月22日—1977年3月4日）是一名德國的法學家及政府官員。他同時也是目前德國近代史上最後一位貴族出生的總理。

## 生平
於1932年至1945年出任德國財政部長。他是一名無黨籍的中度保守派人士，總理弗朗茨·馮·帕彭於1932年任命他為財政部長。在總統保羅·馮·興登堡的請求下，他在庫爾特·馮·施萊謝爾及阿道夫·希特勒出任總理期間，一直擔任財政部長一職。1945年5月，由總統卡爾·鄧尼茨領導的弗倫斯堡政府成立，他出任了德意志國首席部長，相當於總理一職，也是德國歷史上唯一一任的首席部長。在這個相當短命的臨時政府中，他還兼任了有名無實的外交部長與財政部長。
除希特勒本人以外，納粹德國內閣中只有兩人從希特勒出任總理後一直任職至希特勒去世，一個是威廉·弗利克，另一個就是什未林·馮·克羅西克，但他並不是納粹黨員。然而，這個內閣的會議很少，自1938年以後就再沒有會議，而在出任首席部長前，他很少出席公眾場合；因此他的職能不像政治人物，反而更像財政部管理員。在1949年審理二戰戰犯的紐倫堡後續審判的部長審判中，被判有罪，判監十年，但在1951年特赦後被釋放。